# 한송희 (1983년)
한송희(韓松熙, 1983년 5월 8일 ~ )는 대한민국의 자전거 경기 선수이다. 트랙과 도로 모두 활약했으며, 2004년 하계 올림픽에서 여자 개인 도로에 참가했다.